# 30 oktober
30 oktober is de 303de dag van het jaar (304de dag in een schrikkeljaar) in de gregoriaanse kalender. Hierna volgen nog 62 dagen tot het einde van het jaar.

## Gebeurtenissen
- Algemeen
  - 130 - Keizer Hadrianus sticht Antinoöpolis (Egypte), in de stad verrijzen beelden van Antinoüs en worden tempels gebouwd.[1]
  - 1897 - In café de Kruif aan de Houttuinen in Delft wordt de 'Delftsche Studenten Bond' opgericht.[1]
  - 1955 - Jommeke, de stripfiguur van Jef Nys, verschijnt voor het eerst in druk.
  - 1990 - Een eerste groep Belgische para's keert na een humanitaire opdracht van 24 dagen in Rwanda terug naar België.
  - 1994 - Honderd Haïtiaanse gedetineerden, inclusief politieofficieren van het omvergeworpen militaire regime, ontsnappen uit de gevangenis in Port-au-Prince.
  - 1994 - Een van de meest gezochte verdachten in de Italiaanse smeergeldaffaire, een financier die nauw heeft samengewerkt met de socialistische oud-premier Bettino Craxi, wordt in Parijs gearresteerd na bijna twee jaar voortvluchtig te zijn geweest.
  - 2012 - De orkaan Sandy trekt een spoor van verwoesting in de Caraïben, de Verenigde Staten en Canada. Er vallen tientallen doden en miljoenen mensen komen zonder stroom te zitten.
  - 2014 - De Costa Ricaanse vulkaan Turrialba barst voor het eerst in jaren uit. De as komt onder meer terecht op de 50 kilometer verderop gelegen hoofdstad San José.
  - 2019 - De bouwsector demonstreert, als navolging op het Boerenprotest, op het Malieveld tegen het stikstofbeleid en de te hoge PFAS-norm.
  - 2023 - Bij een ongeluk op een bouwplaats in het Überseequartier, gelegen in het oude havengebied in Hamburg (Duitsland) dat ook wel bekend is als HafenCity, vallen zeker 3 dodelijke slachtoffers en raken meerdere bouwvakkers gewond. Er raken ook mensen vermist, maar het zoeken naar hen is volgens de brandweer levensgevaarlijk vanwege verder instortingsgevaar.[2]
- Criminaliteit en veiligheid
  - 1997 - De Britse au pair Louise Woodward wordt veroordeeld tot levenslange gevangenisstraf nadat een baby in haar zorg overlijdt door het shakenbabysyndroom. De rechter zou het vonnis later veranderen in een gevangenisstraf die overeenkwam met de duur van het voorarrest.
- Economie
  - 1924 - Wereldspaardag is 30 oktober 1924 in het leven geroepen op het eerste internationale spaarbankcongres van de Wereldvereniging van Spaarbanken in Milaan, Italië. De dag is bedoeld om mensen wereldwijd bewust te maken van het belang van sparen.
- Gezondheid
  - 1990 - In België wordt voor het eerst sinds 20 augustus 1990 weer een haard van varkenspest vastgesteld. Het gaat om een landbouwbedrijf in Denderwindeke.[1]
- Kunst en cultuur
  - 1968 - première van de film The Lion in Winter met Katharine Hepburn in de hoofdrol. Hier zal ze een derde Oscar voor krijgen.
  - 2023 - Uitreiking van de Black Achievement Awards in het DeLaMar Theater in Amsterdam aan Sylvana Simons - oeuvreprijs voor haar politieke werk, Ida Does - oeuvreprijs voor haar documentaires, Orville Breeveld (componist en musicus), categorie kunst & cultuur, Nigel de Jong (voormalig profvoetballer), categorie sport, Michel van Genderen (internist-intensivist), categorie onderwijs & maatschappij, Gia Bab (fotomodel), categorie mens & maatschappij en Sharon Breidel (agility-expert) en Richard Benoit, categorie ondernemerschap.[3][4][5]
- Media
  - 1938 - Het hoorspel War of the Worlds van H.G. Wells, gemaakt door Orson Welles, wordt uitgezonden op de radio in Verenigde Staten; onder de luisteraars ontstaat paniek.
- Oorlog
  - 1944 - Walcheren is geheel in geallieerde handen.[1]
  - 1944 - De gaskamers van Auschwitz worden voor de laatste keer gebruikt.[1]
  - 1961 - De grootste ontploffing aller tijden. Genaamd de Tsar Bomba. De bom werd tot ontploffing gebracht om 11.32 uur Moskouse tijd.[6]
- Politiek
  - 475 - Romulus Augustus ("keizertje") wordt gekroond als keizer van het West-Romeinse Rijk.
  - 1975 - Prins Juan Carlos wordt koning van Spanje nadat dictator Francisco Franco toegeeft dat hij te ziek is om te kunnen regeren.
  - 2012 - De Rwandese oppositieleidster Victoire Ingabire wordt in Kigali tot acht jaar cel veroordeeld wegens deelname aan een terroristische samenzwering tegen de veiligheid van de staat en het ontkennen van de genocide van 1994 in Rwanda.
  - 2012 - Bolivia vraagt acteur Sean Penn te helpen bij een actie om een klein stukje kust terug te krijgen van buurland Chili.
  - 2022 - Luiz Inácio Lula da Silva wint met een kleine meerderheid van net geen 51% de Braziliaanse presidentsverkiezingen. Zijn tegenstander was de zittende president Jair Bolsonaro.[7]
- Recreatie
  - Vanaf de jaren '30 in de 20e eeuw wordt het jaarlijks terugkerende Devil's Night een traditie.
  - 1989 - In Epcot wordt de attractie The Making of Me geopend.
  - 2010 - Een ongeval met de Efteling-attractie Swiss Bob: twee voertuigen botsen op elkaar.
- Sport
  - 1921 - Het Argentijns voetbalelftal wint voor de eerste keer de Copa América door in de slotwedstrijd met 1-0 te winnen van titelhouder Uruguay.
  - 1989 - Het Colombiaans voetbalelftal plaatst zich voor de tweede keer voor de WK-eindronde door Israël in het tweede play-offduel op 0-0 te houden in Tel Aviv. Vijftien dagen eerder hadden de Zuid-Amerikanen op eigen veld met 1-0 gewonnen door een doelpunt van Albeiro Usuriaga.
  - 2007 - Het uitvoerend comité van de wereldbond FIFA wijst het WK voetbal voor vrouwen 2011 toe aan Duitsland.
  - 2011 - Op het Buddh International Circuit wordt de allereerste Formule 1-race in India gehouden. De Duitser Sebastian Vettel van het team Red Bull Racing is de winnaar.
  - 2012 - De Brit Bradley Wiggins wordt verkozen tot wielrenner van het jaar en wint daarmee de Velo d'Or.[8]
  - 2013 - De Brit Chris Froome wordt verkozen tot wielrenner van het jaar, waarmee hij de Velo d'Or wint. De Colombiaan Nairo Quintana wordt uitgeroepen tot grootste talent van het wielerjaar.[9]
  - 2014 - Duizenden voetbalsupporters wonen in een stadion in Johannesburg een plechtigheid bij ter nagedachtenis aan de vermoorde doelman en international Senzo Meyiwa, die vier dagen eerder is doodgeschoten bij een roofoverval.
  - 2021 - De Nederlandse korfballers zijn voor de achtste achtereenvolgende keer Europees Kampioen geworden. In Antwerpen is het Belgisch korfbalteam met 21-17 verslagen.[10]
  - 2023 - De Argentijn Lionel Messi, speler van Inter Miami, ontvangt voor de achtste keer in zijn loopbaan de Ballon d'Or (Gouden Bal). Bij de vrouwen is de prijs voor de Spaanse Aitana Bonmati die voor FC Barcelona speelt en voor het eerst de prijs krijgt. Emiliano Martínez, doelman van het Argentijnse nationale team, is volgens internationale voetbaljournalisten de beste doelman. De Brit Jude Bellingham wordt gezien als het grootste talent en krijgt daarvoor de Kopa Trofee. Het beste mannenvoetbalelftal is Manchester City.[11]
- Wetenschap en technologie
  - 1888 - De Amerikaanse leerlooier John J. Loud verkrijgt octrooi op de kogelpen, een apparaat om leer mee te merken. Hoewel het geen succes wordt, geldt het als de voorloper van de balpen.
  - 1911 - In Brussel vindt onder leiding van Hendrik Lorentz de allereerste Solvay-conferentie plaats.
  - 1925 - John Logie Baird schiet in Londen de eerste tv-beelden.[1]
  - 1964 - De LLRV (Lunar Landing Research Vehicle) van de Amerikaanse ruimtevaartorganisatie NASA stijgt voor de eerste keer op. De piloot van het apparaat om vliegbewegingen op de Maan mee te simuleren is Joseph Albert "Joe" Walker.[12]
  - 1973 - Bij Istanboel wordt over de Bosporus een eerste brug die Europa en Azië verbindt, geopend.[1]
  - 1981 - Lancering van Venera 13, het eerste ruimtevaartuig dat kleurenfoto's maakt van het oppervlak van Venus.
  - 1985 - Wubbo Ockels gaat als eerste Nederlander de ruimte in. Hij vliegt mee met de bemanning van de Spaceshuttle Challenger.
  - 1990 - Groot-Brittannië is geen eiland meer: om 20u25 wordt onder het Kanaal een verbinding van 5 centimeter tot stand gebracht tussen Groot-Brittannië en het Europese vasteland.
  - 2022 - Op de Indonesische Wakatobi-eilanden ontdekt een team van wetenschappers meerdere nieuwe vogelsoorten, waaronder de Wakatobi-honingzuiger.[13]
  - 2023 - Presentatie van de eerste Canon van de Nederlandse natuur in museum Naturalis in Leiden. Minister Christianne van der Wal ontvangt het eerste exemplaar uit handen van auteur Dick de Vos. Onder meer de brandnetel, de vliegenzwam en de haring zijn te vinden in het werk.[14]
  - 2023 - Ontkoppeling van het door de taikonauten Jing Haipeng, Zhu Yangzhu en Gui Haichao bemande Shenzhou 16 ruimtevaartuig en het Chinese Tiangong ruimtestation.[15]

## Geboren

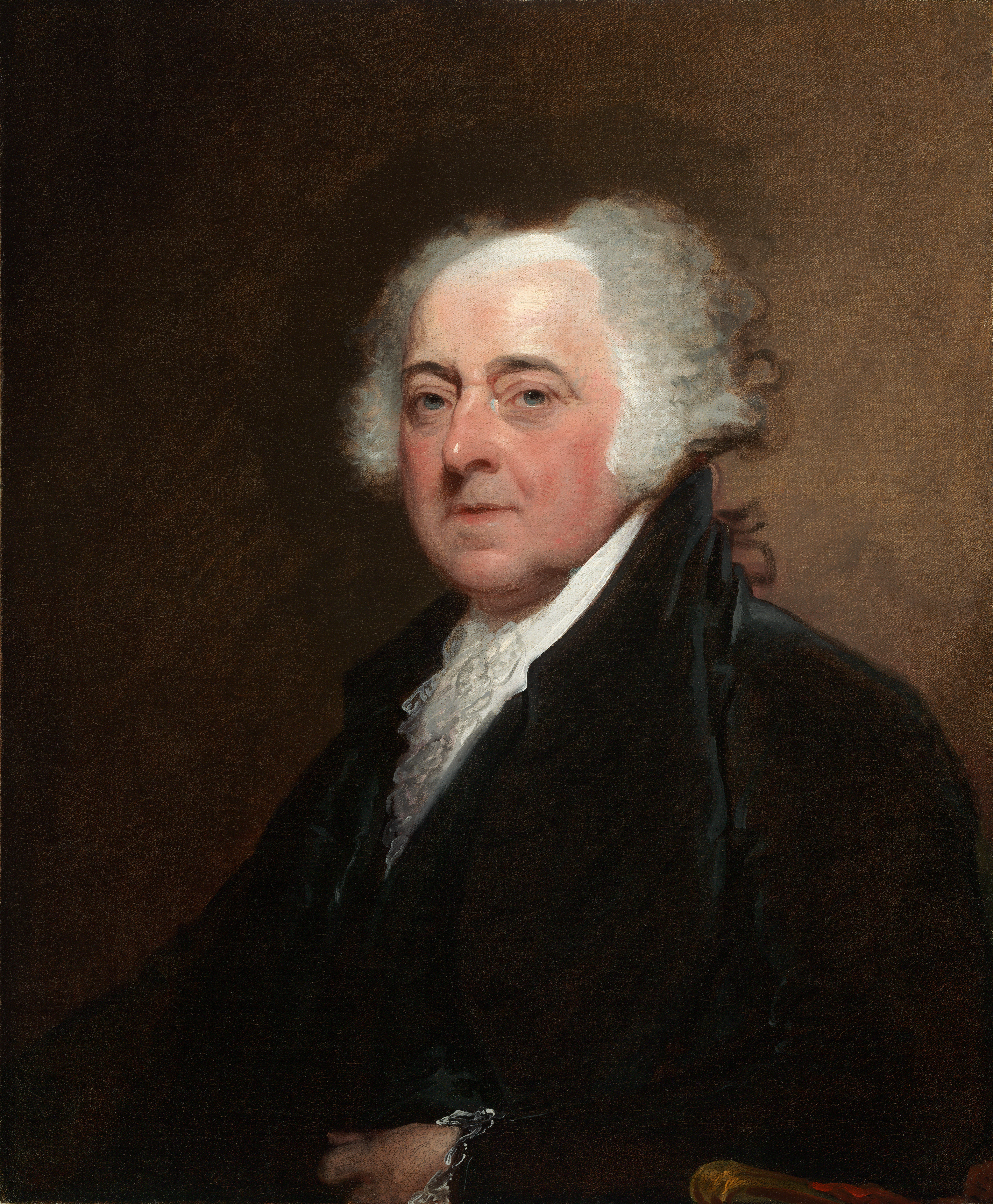
John Adams
geboren in 1735

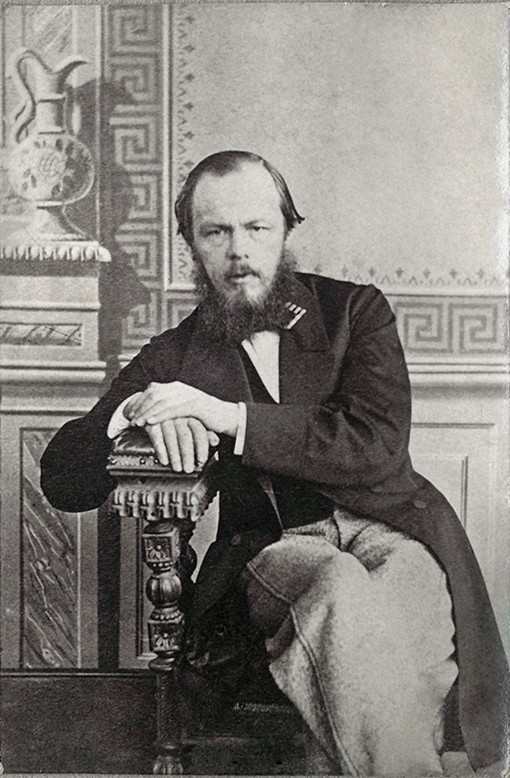
Fjodor Dostojevski
geboren in 1821

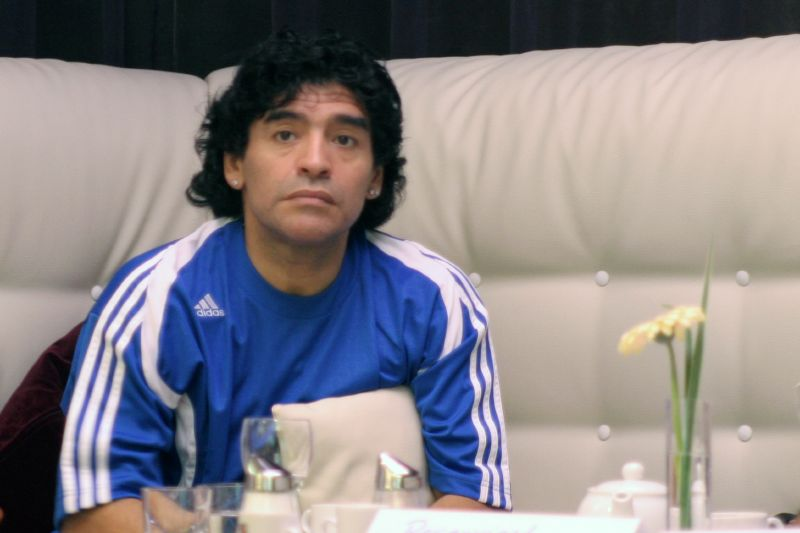
Diego Maradona
geboren in 1960

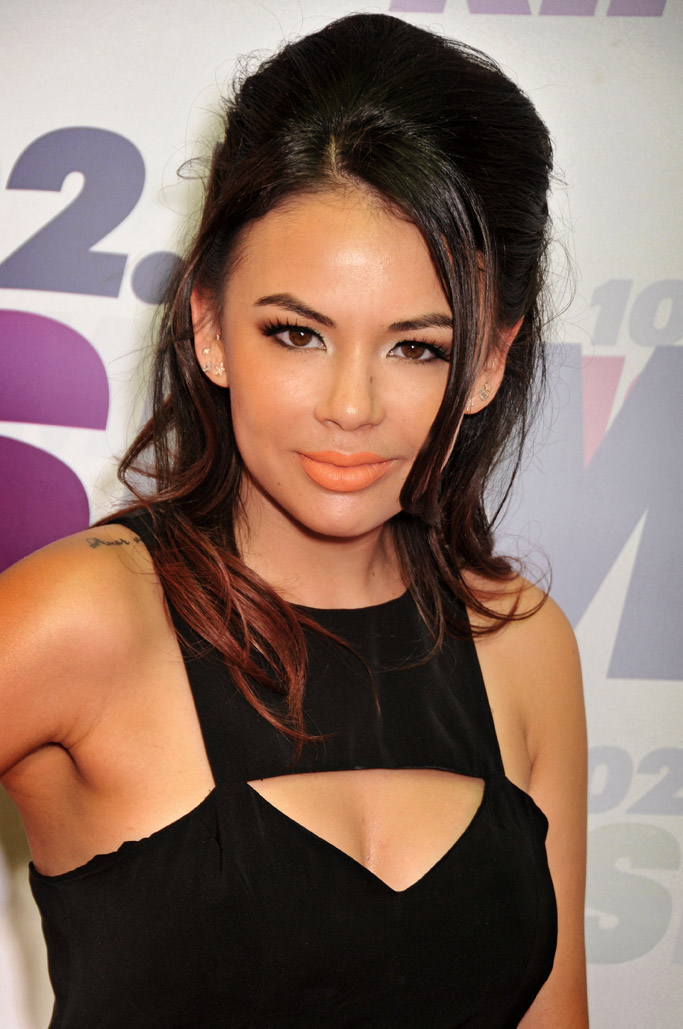
Janel Parrish
geboren in 1988

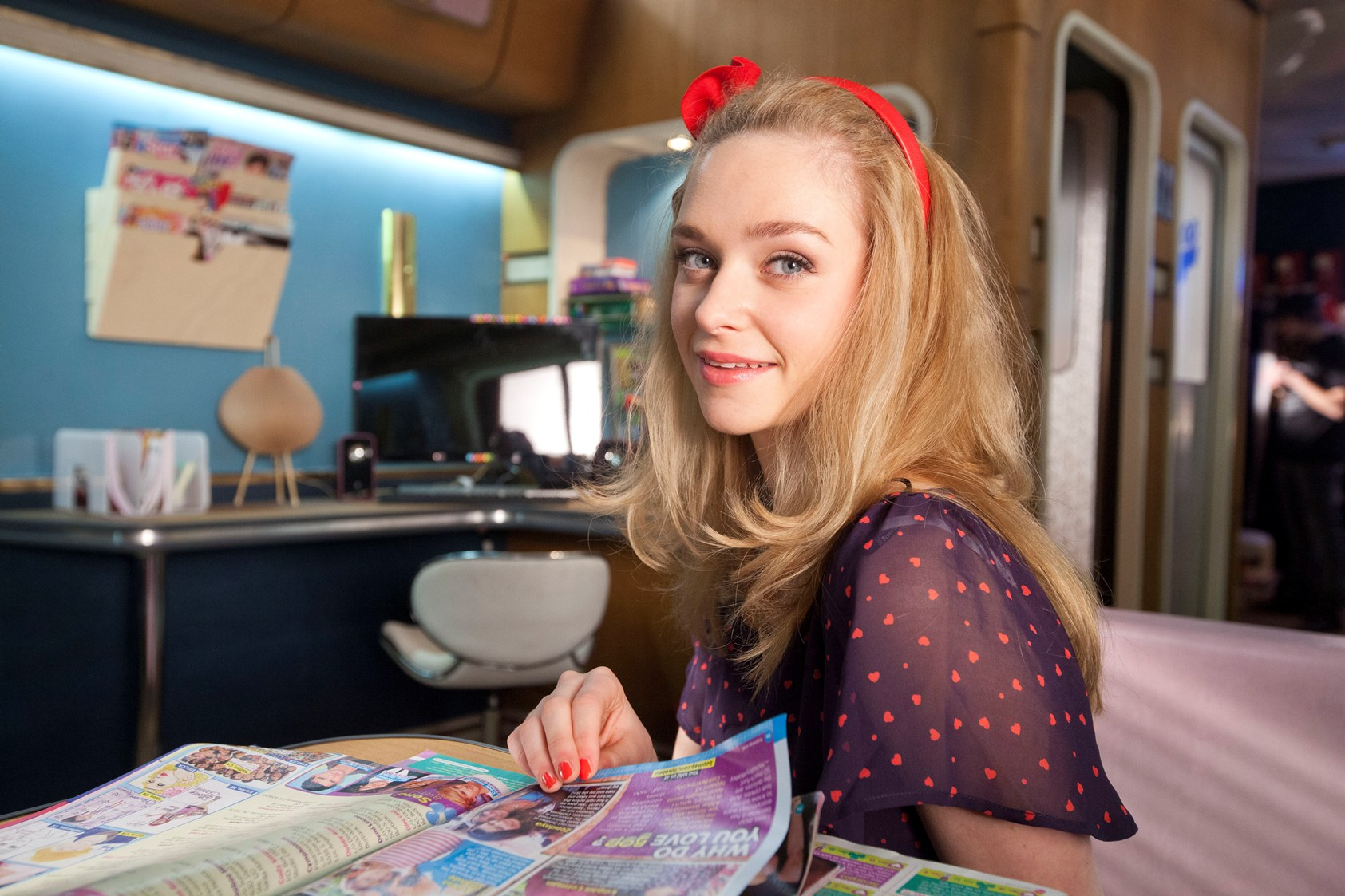
Pip Pellens
geboren in 1993

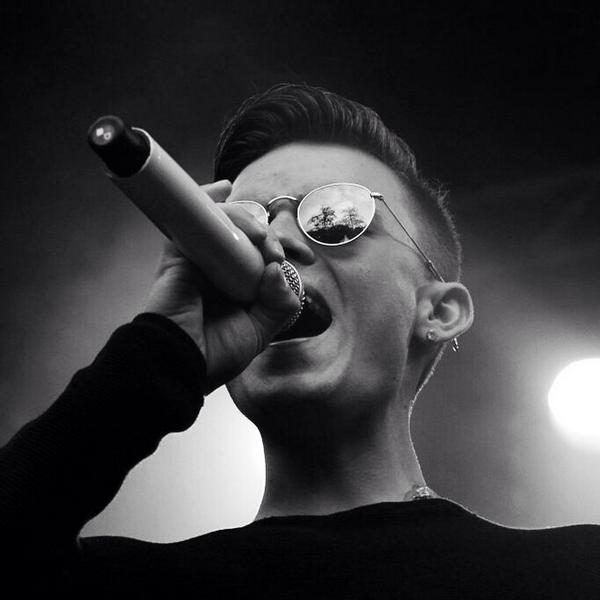
Dioni Jurado
geboren in 1997

- 1692 - Unico Wilhelm van Wassenaer Obdam, Nederlandse diplomaat, bestuurder en componist (overleden 1766)
- 1735 - John Adams, president van de Verenigde Staten (overleden 1826)
- 1751 - Richard Sheridan, Iers toneelschrijver en politicus (overleden 1816)
- 1770 - Arnold Jan Bernard van Suchtelen, Nederlands bestuurder, burgemeester van Deventer en Tweede Kamerlid namens Overijssel (overleden 1849)
- 1785 - Johann Peter Cremer, Duits architect (overleden 1863)
- 1816 - Gerardus Henri Betz, Nederlands politicus (overleden 1868)
- 1821 - Fjodor Dostojevski, Russisch schrijver (overleden 1881)
- 1834 - Carel Marie Brantsen, Nederlands politicus (overleden 1909)
- 1839 - Alfred Sisley, Frans impressionistisch schilder (overleden 1899)
- 1849 - Johannes Willem van Reinhartshausen, kleinzoon van Koning Willem I (overleden 1861)
- 1873 - Francisco I. Madero, Mexicaans staatsman (overleden 1913)
- 1882 - Günther von Kluge, Duits generaal (overleden 1944)
- 1885 - Ezra Pound, Amerikaans dichter (overleden 1972)
- 1887 - Georg Heym, Duits schrijver (overleden 1912)
- 1888 - Eugene Mercer, Amerikaans atleet (overleden 1957)
- 1888 - Konstantinos Tsiklitiras, Grieks atleet (overleden 1913)
- 1893 - Annie van Ees, Nederlands actrice (overleden 1970)
- 1893 - Roland Freisler, Duits jurist (overleden 1945)
- 1893 - Jan Romein, Nederlands historicus (overleden 1962)
- 1902 - María Izquierdo, Mexicaans kunstschilderes (overleden 1955)
- 1906 - Guiseppe Farina, Italiaans autocoureur (overleden 1966)
- 1909 - Donald Brun, Zwitsers grafisch kunstenaar (overleden 1999)
- 1909 - Emiel Jozef De Smedt, Belgisch bisschop (overleden 1995)
- 1916 - Anton Cerer, Sloveens-Joegoslavisch zwemmer (overleden 2006)
- 1917 - Maurice Trintignant, Frans autocoureur (overleden 2005)
- 1916 - John Opdam, Nederlands arts en meervoudig moordenaar (overleden 1983)
- 1918 - Elly den Haan-Groen, Nederlands politica (overleden 1998)
- 1921 - Bram Appel, Nederlands voetballer (overleden 1997)
- 1921 - Hanske Evenhuis-van Essen, Nederlands politica (overleden 2019)
- 1923 - Anne Beaumanoir, Frans neurofysiologe en verzetsstrijdster (overleden 2022)
- 1924 - Jean-Michel Charlier, Belgisch stripauteur (overleden 1989)
- 1926 - Jacques Swaters, Belgisch autocoureur (overleden 2010)
- 1927 - Willy Maltaite, Belgisch striptekenaar (overleden 2000)
- 1930 - Clifford Brown, Amerikaans jazztrompettist (overleden 1956)
- 1932 - Willem de Looper, Nederlands-Amerikaans kunstschilder (overleden 2009)
- 1932 - Louis Malle, Frans regisseur (overleden 1995)
- 1933 - Johanna von Koczian, Duits actrice (overleden 2024)
- 1933 - Jan Vis, Nederlands politicus, journalist en rechtsgeleerde (overleden 2011)
- 1934 - Frans Brüggen, Nederlands musicus (overleden 2014)
- 1935 - Ágota Kristóf, Hongaars-Zwitsers schrijfster (overleden in 2011)
- 1935 - Michael Winner, Brits filmregisseur en culinair journalist (overleden 2013)
- 1937 - Rudolfo Anaya, Amerikaans schrijver (overleden 2020)
- 1937 - Claude Lelouch, Frans filmregisseur
- 1937 - Cancio Garcia, Filipijns rechter (overleden 2013)
- 1938 - Ed Lauter, Amerikaans acteur (overleden 2013)
- 1938 - Hilde Sacré, Belgisch actrice (overleden 2012)
- 1939 - Grace Slick, Amerikaans zangeres
- 1940 - Magdeleine Willame-Boonen, Belgisch politica (overleden 2021)
- 1941 - Mohammad Asad Malik, Pakistaans hockeyer (overleden 2020)
- 1941 - Orazio Schena, Italiaans-Belgisch voetballer (overleden 2024)
- 1941 - Otis Williams, Amerikaans zanger
- 1941 - Bob Wilson, Schots voetballer
- 1942 - Rolf Bak, Nederlands mariene bioloog (overleden 2024)
- 1942 - Max Niematz, Nederlands dichter en prozaschrijver (overleden 2024)
- 1942 - Sven-David Sandström, Zweeds componist, musicoloog, kunsthistoricus en muziekpedagoog (overleden 2019)
- 1942 - Aad van Toor, Nederlands artiest (Adriaan van Bassie en Adriaan)
- 1944 - Ahmed Chalabi, Iraaks politicus (overleden 2015)
- 1944 - Džemaludin Mušović, Joegoslavisch voetballer en voetbalcoach
- 1945 - Henry Winkler, Amerikaans acteur
- 1946 - André Catimba, Braziliaans voetballer (overleden 2021)
- 1946 - René Jacobs, Belgisch musicus
- 1946 - Chris Slade (Christopher Rees), Brits drummer
- 1946 - William Thurston, Amerikaans wiskundige (overleden 2012)
- 1946 - Sietze Veen, Nederlands voetballer en voetbalbestuurder
- 1947 - Timothy B. Schmit, Amerikaans bassist
- 1949 - Henk Rayer, Nederlands voetballer en -trainer (overleden 2013)
- 1949 - Paul Tschang In-Nam, Zuid-Koreaans geestelijke
- 1950 - Boudewijn Braem, Belgisch voetballer en coach (overleden 2005)
- 1950 - Rodolfo Gómez, Mexicaans langeafstandsloper
- 1951 - Harry Hamlin, Amerikaans acteur
- 1951 - Wouter Oudemans, Nederlands filosoof (overleden 2024)
- 1953 - Pete Hoekstra, Amerikaans politicus
- 1953 - Charles Martin Smith, Amerikaans acteur, scenarioschrijver en regisseur
- 1954 - Tom Browne, Amerikaans trompettist
- 1954 - Per Chr. Frost, Deens bassist, muziekproducent en gitarist (overleden 2023)
- 1954 - Piero Gros, Italiaans alpineskiër
- 1957 - Rob Ehrens, Nederlands springruiter en bondscoach
- 1957 - Ľubomír Ftáčnik, Slowaaks schaker
- 1958 - Olga Commandeur, Nederlands atlete en televisiepresentatrice
- 1958 - François Kalist, Frans rooms-katholiek bisschop
- 1958 - Bernd Niesecke, Oost-Duits roeier
- 1959 - Marcel Boekhoorn, Nederlands ondernemer en investeerder
- 1959 - Glenn Hysén, Zweeds voetballer
- 1959 - Anne Michel, Belgisch atlete (overleden 2023)
- 1959 - Giny Vos, Nederlands beeldhouwer, installatie- en lichtkunstenaar
- 1960 - Ype Anema, Nederlands voetballer
- 1960 - Ao Chi Hong, Macaus autocoureur
- 1960 - Diego Maradona, Argentijns voetballer en voetbalcoach (overleden 2020)
- 1961 - Péter Bozsik, Hongaars voetballer en voetbalcoach
- 1961 - Hans Segers, Nederlands voetbaldoelman
- 1962 - Colin Clarke, Noord-Iers voetballer en voetbalcoach
- 1963 - Gilberto Milos, Braziliaans schaker
- 1964 - Patrick Bosch, Nederlands voetballer (overleden 2012)
- 1964 - Howard Lederer, Amerikaans pokerspeler
- 1966 - Ljoedmila Rogatsjova, (Sovjet-)Russisch atlete
- 1967 - Gastón Acurio, Peruviaans kok en eigenaar internationale restaurantketens
- 1967 - Ilija Lupulesku, Servisch-Amerikaans tafeltennisser
- 1968 - Shawn Fain, Amerikaans syndicalist
- 1969 - Snow (Darrin O'Brien), Canadees rapper en muzikant
- 1969 - Stanislav Gross, Tsjechisch politicus (overleden 2015)
- 1969 - Ronald van Raak, Nederlands politicus
- 1969 - Robert Roest, Nederlands voetballer
- 1971 - Pascale Bal, Belgisch actrice
- 1971 - Fredi Bobic, Duits voetballer
- 1971 - Arílson de Paula Nunes (Paulo Nunes), Braziliaans voetballer
- 1971 - Suzan van der Wielen, Nederlands hockeyster
- 1972 - Jason Lowe, Engels darter
- 1972 - Armand MacAndrew, Surinaams voetballer
- 1973 - Adam Copeland (Edge), Canadees professioneel worstelaar
- 1974 - Stipe Erceg, Kroatisch acteur
- 1976 - David Hahn, Amerikaans persoon (overleden 2016)
- 1976 - Raffaele Ferrara, Italiaans wielrenner
- 1976 - Sabien Tiels, Belgisch zangeres
- 1977 - Eefke Mulder, Nederlands hockeyster
- 1978 - Tom Zirbel, Amerikaans wielrenner
- 1979 - Simão, Portugees voetballer
- 1980 - Choi Hong-man, Zuid-Koreaans vechtsporter
- 1981 - Muna Lee, Amerikaans atlete
- 1981 - Rubén Pérez, Spaans wielrenner
- 1982 - Teyba Erkesso, Ethiopisch atlete
- 1982 - Lien Van de Kelder, Belgisch actrice
- 1982 - Yoka Verbeek, Nederlands actrice
- 1984 - Angesz, Nederlands zanger
- 1985 - Ragnar Klavan, Estisch voetballer
- 1986 - Sebastián Crismanich, Argentijns taekwondoka
- 1986 - Bart Michiels, Belgisch schaker
- 1986 - Thomas Morgenstern, Oostenrijks schansspringer
- 1987 - Darryl, Nederlands rapper
- 1987 - Jekaterina Toedegesjeva, Russisch snowboardster
- 1988 - Janel Parrish, Amerikaans actrice en singer-songwriter
- 1992 - Pieter-Jan Hannes, Belgisch atleet
- 1992 - Tim Merlier, Belgisch wielrenner
- 1993 - Pip Pellens, Nederlands actrice
- 1994 - Ivan Taranov, Russisch autocoureur
- 1995 - Raies Roshanali, Nederlands voetballer
- 1995 - Emile Verdonck, Belgisch atleet
- 1996 - Valérie Grenier, Canadees alpineskiester
- 1996 - Kennedy McMann, Amerikaans actrice
- 1997 - Dioni Jurado, Nederlands zanger
- 2000 - Janou Levels, Nederlands voetbalster
- 2000 - Lina Rojas, Colombiaans baanwielrenster
- 2001 - Esteban Muth, Belgisch autocoureur
- 2002 - Isabella Bryld Obaze, Deens voetbalster
- 2002 - Andy Verdoïa, Frans motorcoureur
- 2003 - Omari Hutchinson, Jamaicaans-Engels voetballer
- 2003 - António Silva, Portugees voetballer
- 2004 - Jet van Beijeren, Nederlands voetbalster

## Overleden

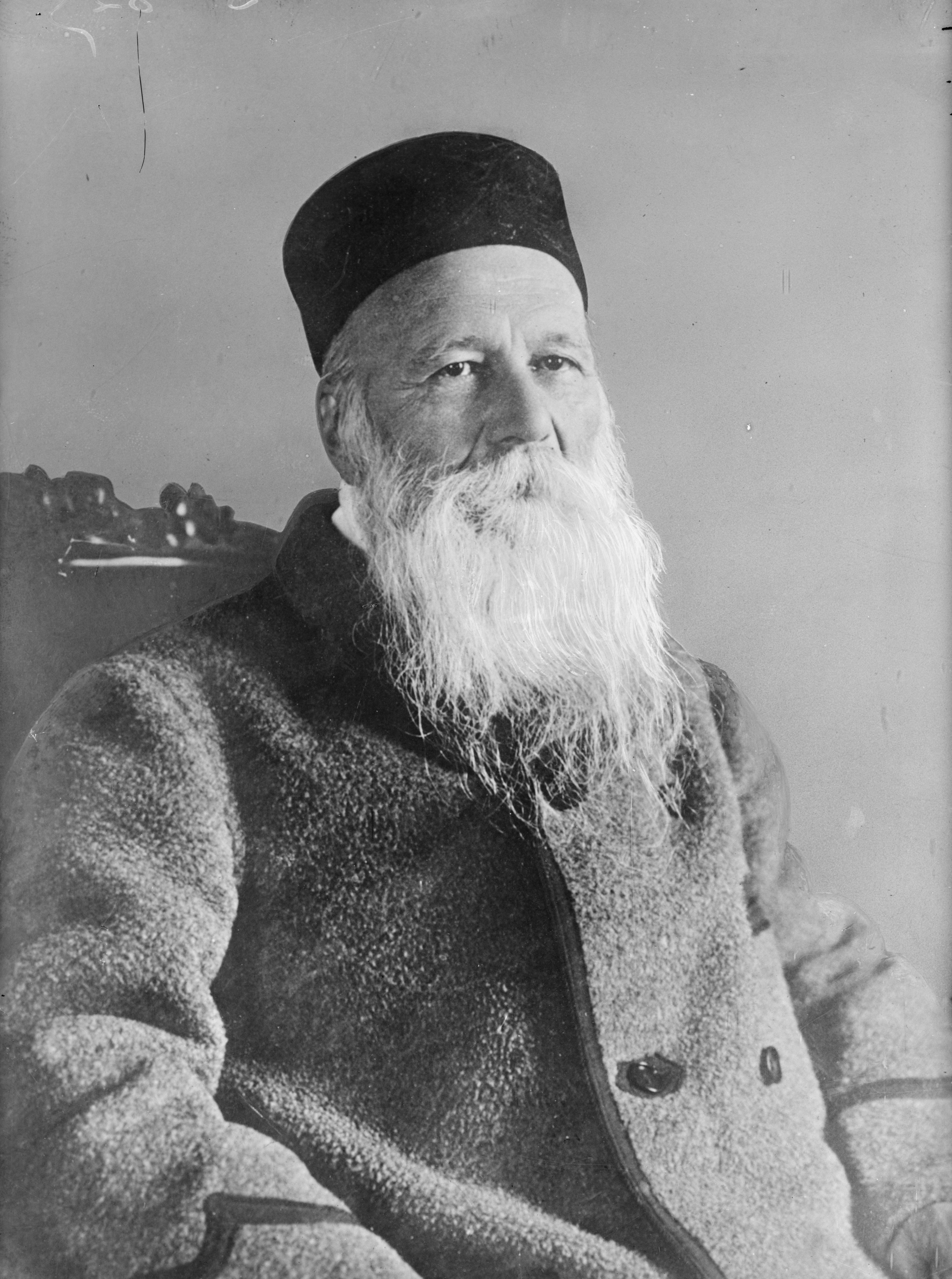
Henri Dunant
overleden in 1910

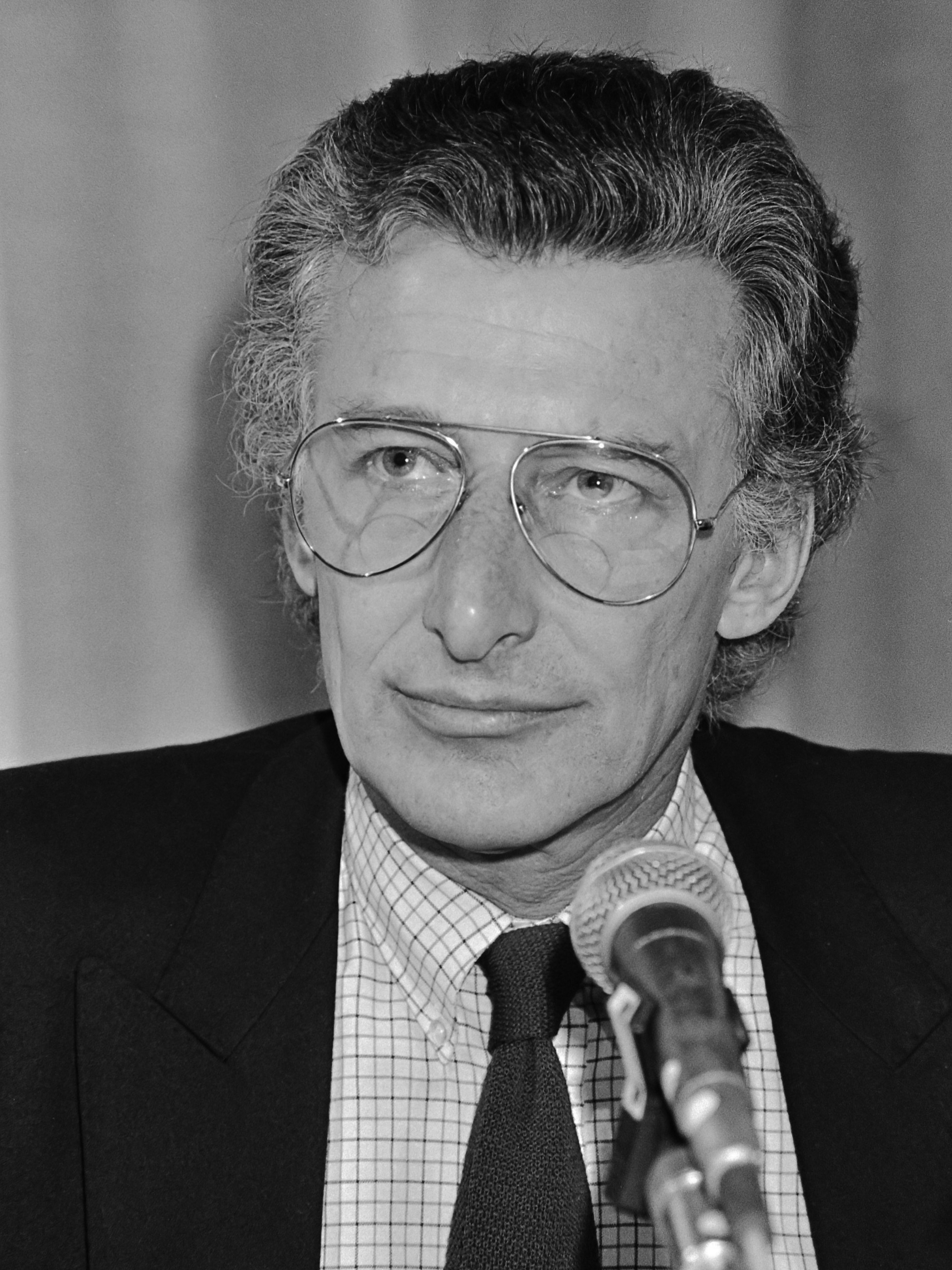
Harry Mulisch
overleden in 2010

- 1463 - Maria van Bourgondië (70), Huis van Valois
- 1611 - Karel IX van Zweden (61), koning van Zweden
- 1776 - Simón de Anda (75), Spaans koloniaal bestuurder
- 1824 - Charles Maturin, Iers schrijver
- 1827 - Henry Salt (47), Engels kunstenaar, diplomaat en egyptoloog
- 1885 - Margaretha Maria Snouck van Loosen (78), Nederlands filantrope
- 1910 - Henri Dunant (82), Zwitsers bankier en oprichter van het Rode Kruis
- 1915 - Theodorus Cox (73), Nederlands kunstsmid
- 1947 - Heinrich Danckelmann (60), Duits generaal
- 1949 - Angela Raubal (66), Oostenrijks halfzus van Adolf Hitler
- 1956 - Jacques Moeschal (56), Belgisch voetballer
- 1960 - Jan Buiskool (61), Nederlands jurist en politicus
- 1966 - Ludwig Levy-Lenz (76) Duits-Joodse arts en bordeelhouder
- 1968 - Rose Wilder Lane (81), Amerikaans schrijfster, de dochter van de schrijfster Laura Ingalls Wilder
- 1975 - Andrés Mazali (73), Uruguayaans voetballer, atleet en basketballer
- 1988 - Francisco Rodrigues (Rodrigues) (63), Braziliaans voetballer
- 1993 - Paul Grégoire (82), Canadees kardinaal-aartsbisschop van Montreal
- 1996 - Roberto Belangero (68), Braziliaans voetballer
- 2000 - Louis Stuyt (86), Nederlands medicus en politicus
- 2002 - Jam Master Jay (37), Amerikaans rap- en hiphop-muzikant
- 2005 - Tetsuo Hamuro (88), Japans zwemmer
- 2007 - Paul Römer (79), Nederlands cameraman en televisieregisseur
- 2007 - John Woodruff (92), Amerikaans atleet
- 2008 - Valentin Boeboekin (77), Sovjet-Russisch voetballer en trainer
- 2009 - Juvenal Amarijo (85), Braziliaans voetballer
- 2009 - Claude Lévi-Strauss (100), Frans etnoloog
- 2009 - Manu Verreth (69), Belgisch acteur
- 2009 - František Veselý (65), Tsjechisch voetballer
- 2010 - John Benson (67), Schots voetballer en voetbalcoach
- 2010 - Harry Mulisch (83), Nederlands schrijver
- 2010 - Nachi Nozawa (72), Japans acteur
- 2013 - Clem De Ridder (93), Belgisch activist, componist en schrijver
- 2013 - Ray Mielczarek (67), Welsh voetballer
- 2013 - Michael Palmer (71), Amerikaans schrijver
- 2014 - Juan Flavier (79), Filipijns politicus
- 2014 - Thomas Menino (71), Amerikaans burgemeester Boston
- 2015 - Lense Koopmans (72), Nederlands hoogleraar en bedrijfscommissaris
- 2015 - Al Molinaro (96), Amerikaans acteur
- 2015 - Sinan Şamil Sam (41), Turks bokser
- 2016 - Gunnar Daan (77), Nederlands architect, hoogleraar en beeldend kunstenaar
- 2016 - Frank Noya (82), Nederlands musicus
- 2018 - David Azulai (64), Israëlisch minister
- 2018 - James Joseph Bulger (89), Amerikaans crimineel
- 2018 - Sangharakshita (93), Brits boeddhistisch leraar en schrijver
- 2019 - Dick Corporaal (82), Nederlands burgemeester
- 2019 - Russell Brookes (74), Brits rallyrijder
- 2019 - Rienk Wegener Sleeswijk (78), Nederlands jurist, rechter, kamerheer en maritiem historicus
- 2020 - Robert Fisk (74), Brits schrijver en journalist
- 2020 - Gijs Schreuders (73), Nederlands politicus en journalist
- 2020 - Nobby Stiles (78), Engels voetballer
- 2020 - Mesut Yılmaz (72), Turks politicus
- 2023 - Gien van Maanen (87), Nederlands voetbalspeelster; eerste doelvrouw Nederlands vrouwenvoetbalelftal
- 2023 - Vladimir Markelov (66), Sovjet-Russisch turner
- 2023 - Hans Meiser (77), Duits presentator en journalist
- 2024 - Pedro Sarmiento (68), Colombiaans voetballer en voetbaltrainer

## Viering/herdenking
- Rooms-Katholieke kalender:
  - Zalige Angelus (Falcone) van Acri († 1739)
  - Heiligen Zenobia en Zenobius (van Sidon) († 3e eeuw)
  - Heilige Marcellus van Tanger († c. 298)
  - Heilige Marcianus van Syracuse († c. 255)
  - Zalige Benvenuta Bojani († 1292)

- Servisch-Orthodoxe kalender:
  - De heilige Helena van Servië († 1314)

## Weerextremen

### Nederland
| | Officiële records | Officiële records | Officiële records |      | Landelijke records | Landelijke records | Landelijke records                      |
| Gebeurtenis | Jaar              | Extreem           | Locatie           | Jaar | Extreem            | Locatie            |                                         |
| --- | ----------------- | ----------------- | ----------------- | ---- | ------------------ | ------------------ | --------------------------------------- |
| Laagste etmaalgemiddelde temperatuur (°C) | 1940              | 0,0               | De Bilt           |      | 1940               | −2,4               | Maastricht                              |
| Hoogste etmaalgemiddelde temperatuur (°C) | 2005              | 16,5              | De Bilt           |      | 2005               | 17,9               | Westdorpe                               |
| Laagste minimumtemperatuur (°C) | 1940              | −3,7              | De Bilt           |      | 1997               | −6,1               | Nieuw Beerta                            |
| Hoogste minimumtemperatuur (°C) | 2005              | 13,8              | De Bilt           |      | 2005               | 14,9               | Hoek van Holland, Rotterdam, Vlissingen |
| Laagste maximumtemperatuur (°C) | 1922              | 2,1               | De Bilt           |      | 1940               | −0,2               | Maastricht                              |
| Hoogste maximumtemperatuur (°C) | 2005              | 21,1              | De Bilt           |      | 2005               | 22,6               | Maastricht                              |
| Hoogste uurgemiddelde windsnelheid (m/s) | 1911, 1916        | 14,4              | De Bilt           |      | 2000               | 24,0               | IJmuiden                                |
| Hoogste windstoot (m/s) | 2000              | 24,0              | De Bilt           |      | 2000               | 39,0               | IJmuiden                                |
| Langste zonneschijnduur (uur) | 1943, 1949        | 8,3               | De Bilt           |      | 1995               | 9,0                | Vlissingen, Wilhelminadorp              |
| Langste neerslagduur (uur) | 1994              | 18,1              | De Bilt           |      | 1994               | 22,7               | Volkel                                  |
| Hoogste etmaalsom van de neerslag (mm) | 1994              | 24,7              | De Bilt           |      | 2000               | 63,3               | Hoorn Terschelling                      |
| Laagste etmaalgemiddelde relatieve vochtigheid (%) | 1920              | 51                | De Bilt           |      | 1920               | 51                 | De Bilt                                 |
| Laagste uurwaarde luchtdruk op zeeniveau (hPa) | 1990              | 980,3             | De Bilt           |      | 2000               | 974,7              | Vlieland                                |
| Hoogste uurwaarde luchtdruk op zeeniveau (hPa) | 1997              | 1035,7            | De Bilt           |      | 1997               | 1036,8             | Eelde                                   |
| Officiële records worden altijd gemeten op het KNMI-weerstation in De Bilt. Landelijke records kunnen worden gemeten op elk officieel KNMI-weerstation in Nederland. |                   |                   |                   |      |                    |                    |                                         |

Uitzonderlijke gebeurtenissen
- 1922 - Officieel maandrecord laagste maximumtemperatuur in °C van oktober gemeten in De Bilt: 2,1
- 1930 - Laatste officiële zachte dag van het jaar (maximumtemperatuur ≥ 15 °C in De Bilt)
- 1937 - Laatste officiële zachte dag van het jaar (maximumtemperatuur ≥ 15 °C in De Bilt)
- 1940 - Landelijk maandrecord laagste etmaalgemiddelde temperatuur in °C van oktober gemeten in Maastricht: −2,4
- 1940 - Landelijk maandrecord laagste maximumtemperatuur in °C van oktober gemeten in Maastricht: −0,2
- 2004 - Laatste officiële zachte dag van het jaar (maximumtemperatuur ≥ 15 °C in De Bilt)
- 2005 - Laatste officiële warme dag van het jaar (maximumtemperatuur ≥ 20 °C in De Bilt). Dit is de meest late datum waarop de laatste warme dag is gemeten.
- 2022 - Laatste officiële warme dag van het jaar (maximumtemperatuur ≥ 20 °C in De Bilt)
- 2022 - Laatste landelijke warme dag van het jaar gemeten in Arcen, De Bilt, Deelen, Eelde, Eindhoven, Ell, Hupsel, Lauwersoog, Lelystad, Maastricht, Marknesse, Nieuw Beerta, Twenthe en Volkel (maximumtemperatuur ≥ 20 °C op een officieel weerstation)

### België
Dagrecords
- 1949 - Laagste etmaalgemiddelde temperatuur −0,8 °C. Dit is de koudste dag ooit in de maand oktober.
- 2005 - Hoogste etmaalgemiddelde temperatuur 18,6 °C
- 1940 - Laagste minimumtemperatuur −5 °C
- 2005 - Hoogste maximumtemperatuur 22,4 °C
- 1894 - Hoogste etmaalsom van de neerslag 36,9 mm

Uitzonderlijke gebeurtenissen
- 1941 - Sneeuwlaag van 5 cm dik in Ukkel.
- 2000 - Windstoten tot 100 km/h in Gosselies (Charleroi) en tot 108 km/h in Bierset (Grâce-Hollogne).
- 2008 - In Heldergem (Haaltert) blijft de maximumtemperatuur steken op 3,9 °C.

<< · 1 · 2 · 3 · 4 · 5 · 6 · 7 · 8 · 9 · 10 · 11 · 12 · 13 · 14 · 15 · 16 · 17 · 18 · 19 · 20 · 21 · 22 · 23 · 24 · 25 · 26 · 27 · 28 · 29 · 30 · 31 · >>